# Palácio Gottifredi Grazioli

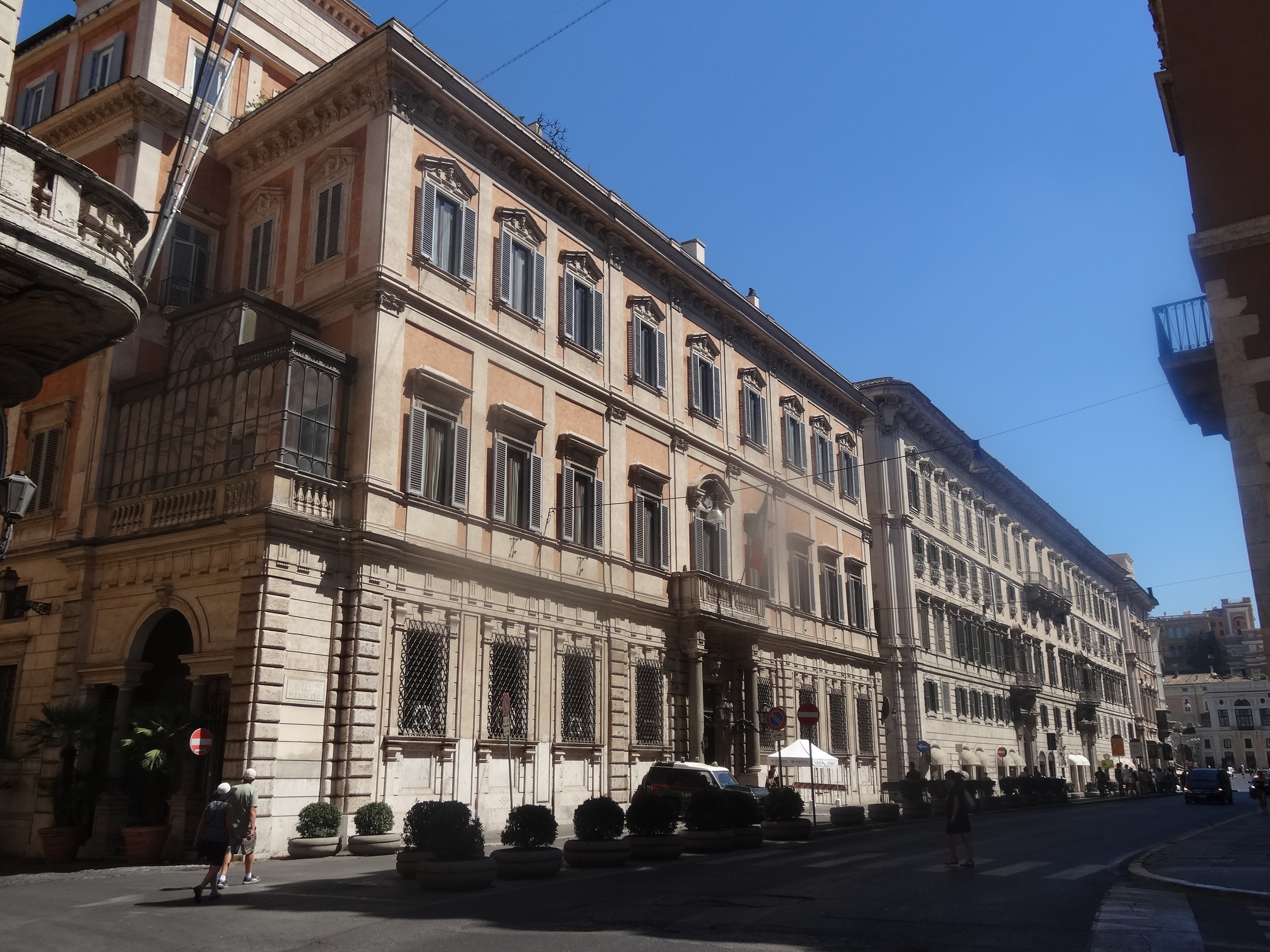
Palazzo Grazioli (em primeiro plano) e o Palazzo Doria-Pamphilj na Via dei Plebiscito.

Palácio Gottifredi Grazioli ou Palazzo della Gatta, conhecido também apenas como Palazzo Grazioli, é um palácio barroco localizado no número 102 da Via dei Plebiscito, no rione Pigna de Roma, entre o Palazzo Doria-Pamphilj e o Palazzo Altieri. O edifício atual é resultado de várias modificações e restaurações realizadas pelas várias famílias romanas que ali viveram ao longo dos séculos.

## História
As fontes mais antigas citam no local o palácio da família Ercolani, realizado por Giacomo della Porta no século XVI. Posteriormente, a família de Luigi Gottifredi, natural de Volterra e sacerdote da Companhia de Jesus, se mudou para lá e encomendou a realização de uma radical restauração sob a liderança de Camilo Arcucci, um arquiteto do barroco romano, entre 1645 e 1650. Em 1703, o papa Clemente XI instalou no palácio a Accademia dei Nobili Ecclesiastici. Em 1806, o palácio o conde de Kevenhüller, embaixador do Império Austríaco em Roma, depois de ele ter sido obrigado, por causa da Paz de Pressburg (1805), a ceder o Palazzo Venezia, sua antiga residência, ao cardeal Joseph Fesch, tio e ministro de Napoleão I, imperador da França e rei da Itália; nestes mesmos anos, viveu ali a infanta da Espanha e duquesa de Lucca Dona Maria Luísa, que ali morreu em 1824.
Depois da morte da duquesa, o palácio foi adquirido por Vincenzo Grazioli, comendador da residência presidencial na cidade (1823) e, mais tarde, barão de Castelporziano (1832) e duque de Santa Croce di Magliano (1851). Seu filho, Pio Grazioli (1822-1884), se casou, em 1847, com Dona Caterina, da família dos duques Lante Montefeltro della Rovere (o que levou a família a passar a se auto-denominar Grazioli Lante della Rovere a partir daí). Em 1863, foram encomendadas novas obras de restauração, desta vez comandadas por Antonio Sarti, que resultaram inclusive na fachada de frente para a Piazza Grazioli em 1877. No beiral do palácio na fachada da Via della Gatta é possível ver uma estátua de um pequeno gato de mármore proveniente do antigo Templo de Ísis no Campo de Marte, colocado ali durante esta obra e que emprestou seu nome à via.

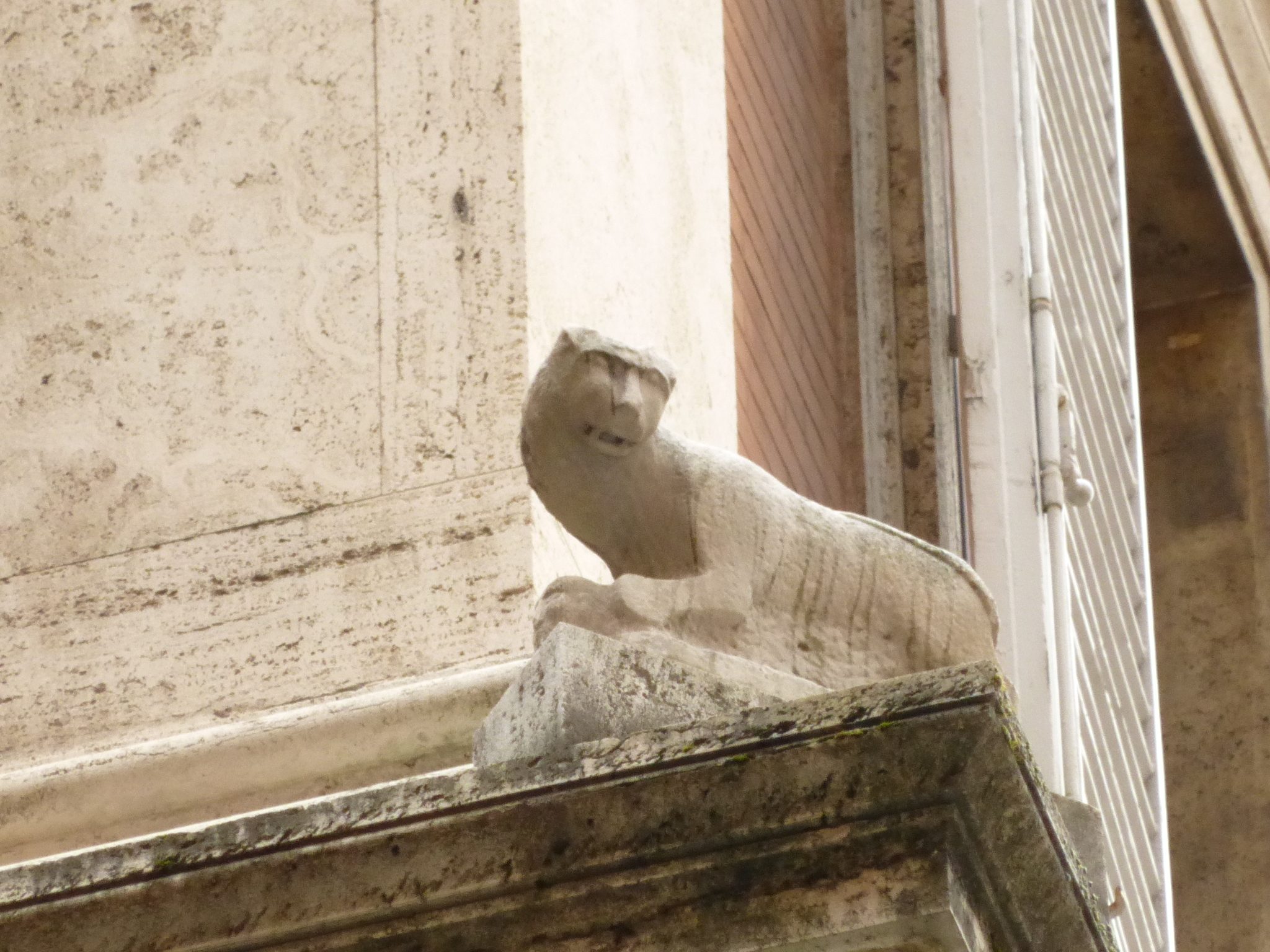
Estátua da gata na Via della Gatta.

Na época da aquisição do palácio, a concessão de um título de nobreza aos Grazioli, oriundos de Valtellina no final do século XVIII, era ainda bastante recente. O patriarca da família, o comendador Vincenzo Grazioli, era um típico representante dos chamados generone da Roma papal, a classe de grandes proprietários de terras que, no final do século XVI, garantia a liquidez da classe dominante urbana e a provisão de alimentos da cidade e que conseguia em alguns casos — como no dos Torlonia — integrar-se à nobreza história através de vantajosos matrimônios. 
Silvio Berlusconi alugou o piso nobre diretamente de Giulio Grazioli Lante della Rovere, proprietário do palácio e, a partir de setembro de 2013, o palácio inteiro se tornou a residência principal do ex-primeiro-ministro italiano em Roma.

## Descrição

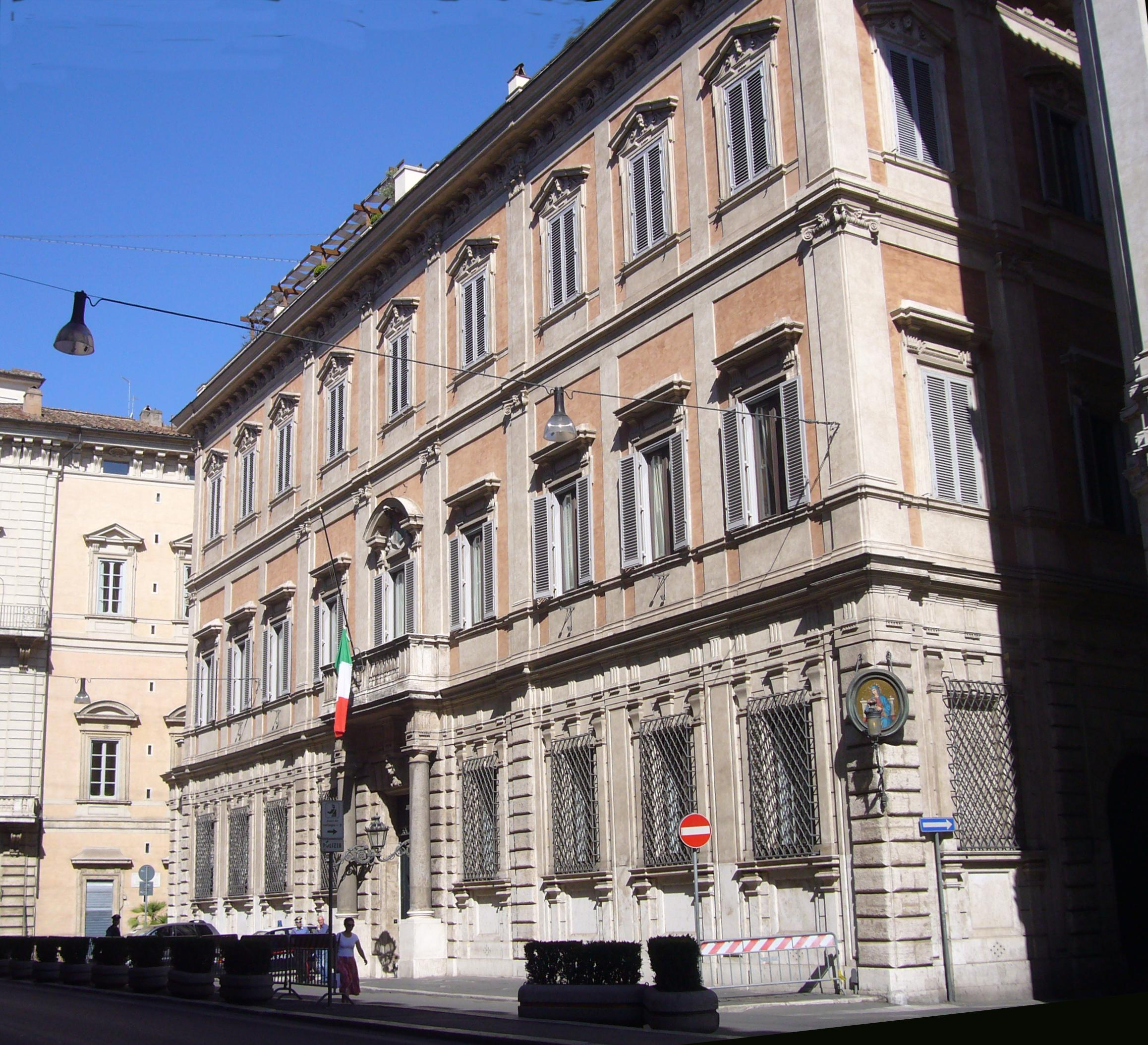
Vista do palácio, também na Via dei Plebiscito, mas na outra direção. Ao fundo, a lateral do Palazzo Altieri.

A fachada do palácio na Via del Plebiscito apresenta um piso térreo rusticado com um imponente portal flanqueado por duas colunas dóricas de granito amarelo sobre as quais se assenta uma varanda balaustrada no piso nobre, com tímpano curvo decorado com o brasão dos Grazioli em mosaico no meio de oito janelas com arquitraves sobre outras tantas gradeadas no térreo, obra de Sarti, responsável pelas seis das pontas além das duas centrais onde antes ficavam portas em arcos rebaixados encimadas por pequenas janelas. A fachada é divida por pilastras com capiteis decorados por cabeças de leão, um motivo heráldico que remete ao brasão dos Gottifredi. Cabeças similares também estão presentes na decoração dos tímpanos triangulares das janelas do segundo pisoe.
A construção da ala posterior do palácio na Piazza Grazioli (1877) permitiu a criação de um pátio interno completamente novo e de uma nova escadaria que leva a uma série de salões e galeria à volta dele; a partir dela também se chega a um salão de baile, resultado da unificação de dois outros salões do antigo edifício e com uma decoração executada por Prospero Piatti. 
A faixa de mármore e bronze com o retrato da Glória comemora os feitos de Riccardo Grazioli Lante della Rovere, medalha de ouro de valor militar, morto em Homs (hoje Al Khums), na Líbia, em 28 de outubro de 1911 durante a Guerra Ítalo-Turca.